# Kostel svatého Jiljí (Milevsko)
Kostel svatého Jiljí v Milevsku je římskokatolický hřbitovní filiální kostel postavený v románském slohu. Nachází se uprostřed současného hřbitova v sousedství areálu milevského kláštera. Kostel je vedený v Seznamu kulturních památek v okrese Písek.

## Historie

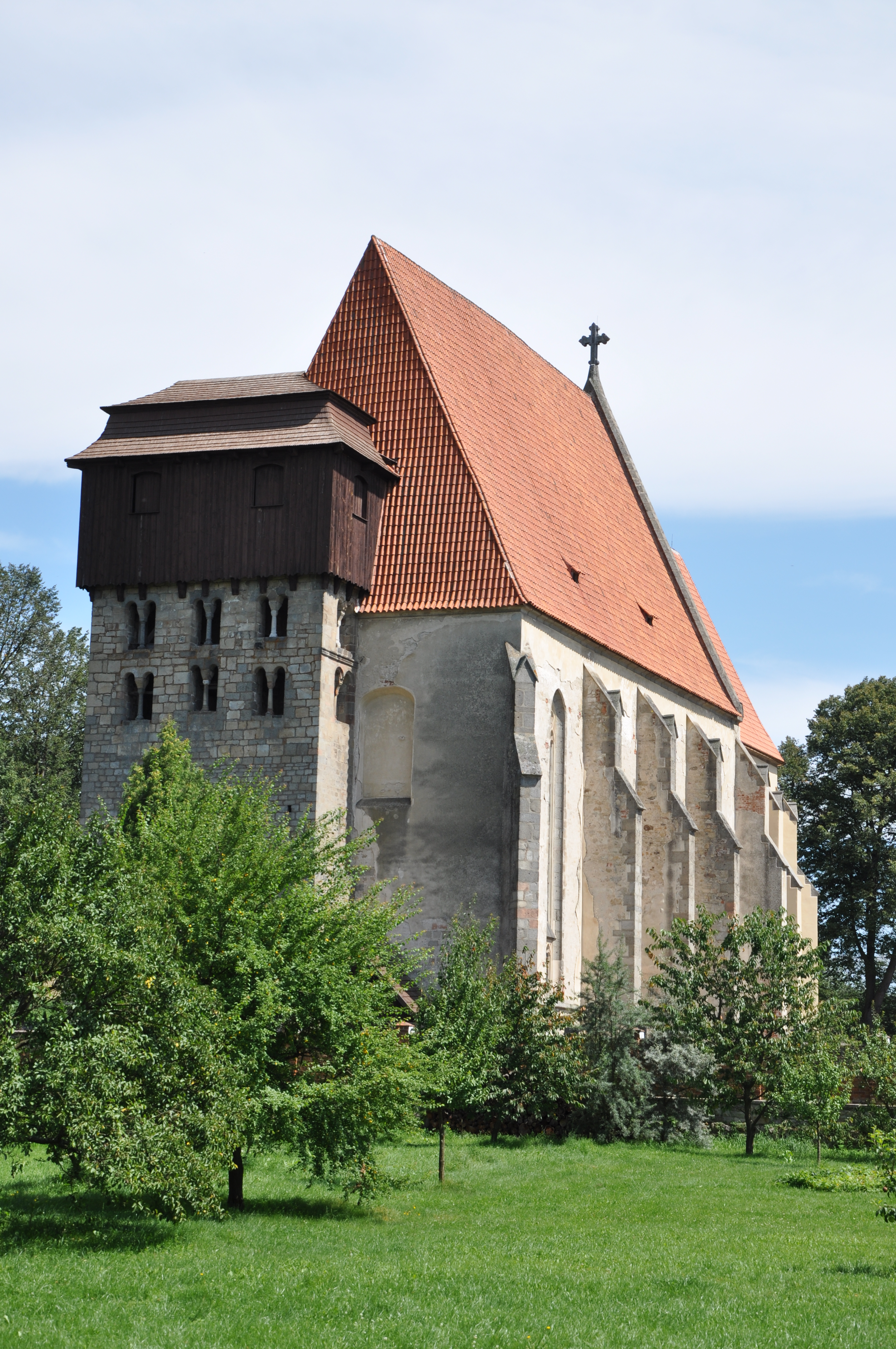
Kostel sv. Jiljí s románskou věží

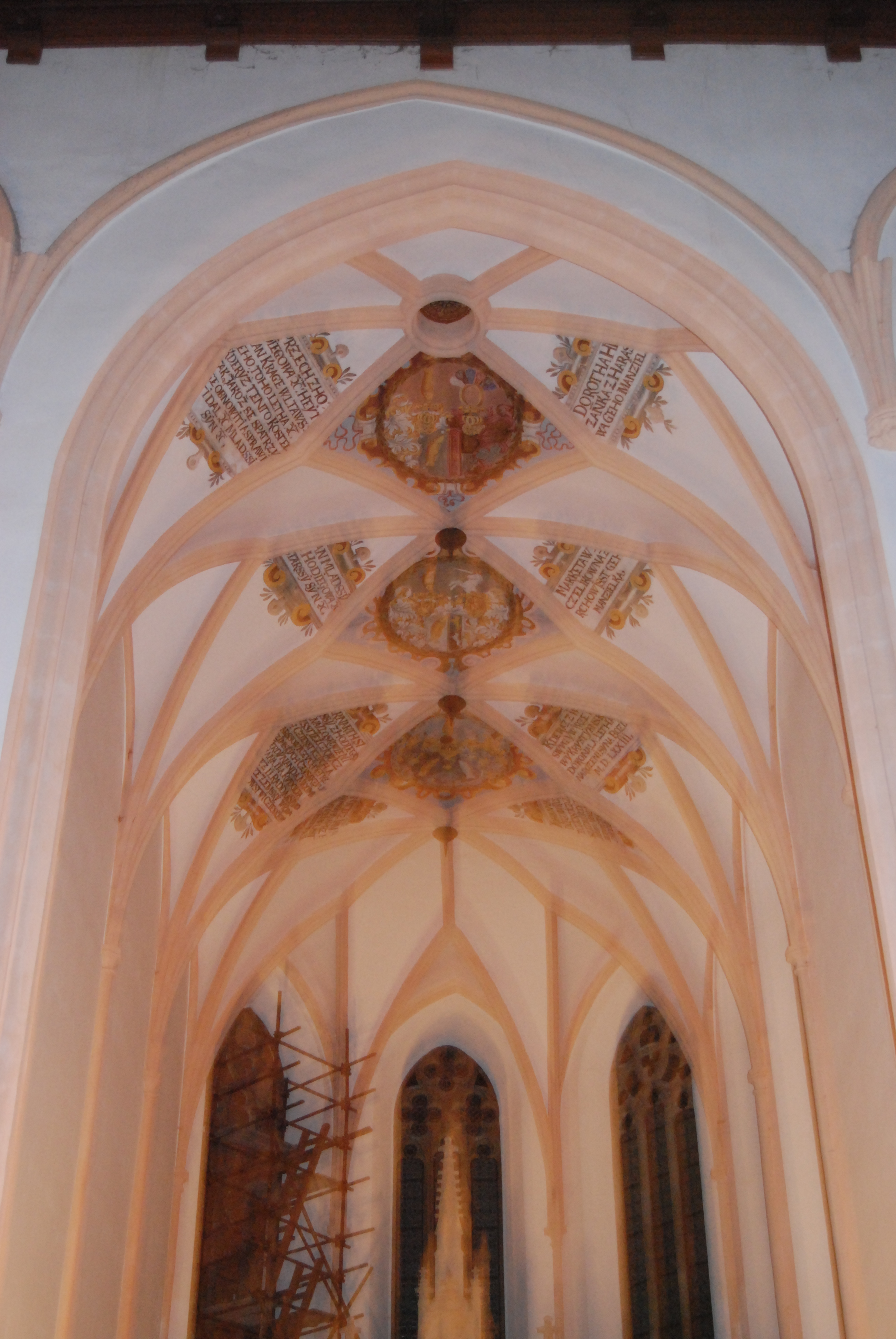
Interiér kostela sv. Jiljí – klenba presbyteria

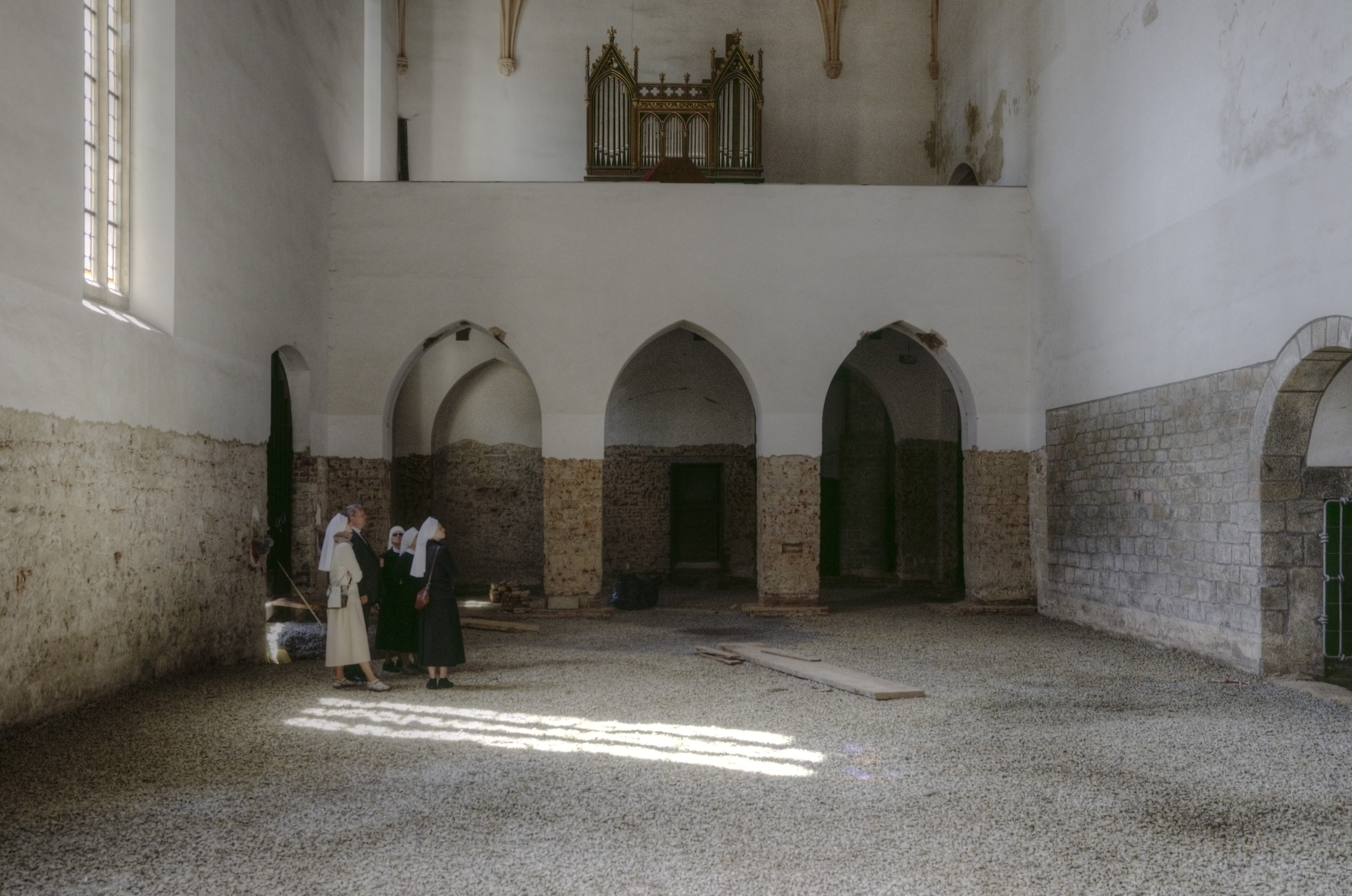
Interiér kostela sv. Jiljí - rekonstrukce(2021)

V původní románské podobě šlo o jednolodní stavbu s východním pravoúhlým závěrem o celkových rozměrech 19,7 × 9 metrů. Na objekt navazovala věžovitá, dodnes zachovaná stavba s emporou v prvním patře. Tato empora byla přístupná po schodišti v síle zdiva. Podle archeologického výzkumu Antonína Hejny a stavebně historického průzkumu Dobroslava Líbala lze původní románský kostel datovat do poslední třetiny 12. století. Od svého vzniku do založení kláštera sloužil jako vlastnický kostel Jiřího z Milevska. To dosvědčuje mimo jiné i empora (tribuna) ve věžovité stavbě, ze které velmož sledoval bohoslužby. Podle četných analogií z celých Čech stávaly vlastnické kostely v areálu velmožského sídla, a tak lze předpokládat sídlo Jiřího z Milevska poblíže kostela. Po založení kláštera začal sv. Jiljí plnit funkci farního kostela, zatímco chrám Navštívení Panny Marie v klášterním areálu sloužil potřebám řeholníků.

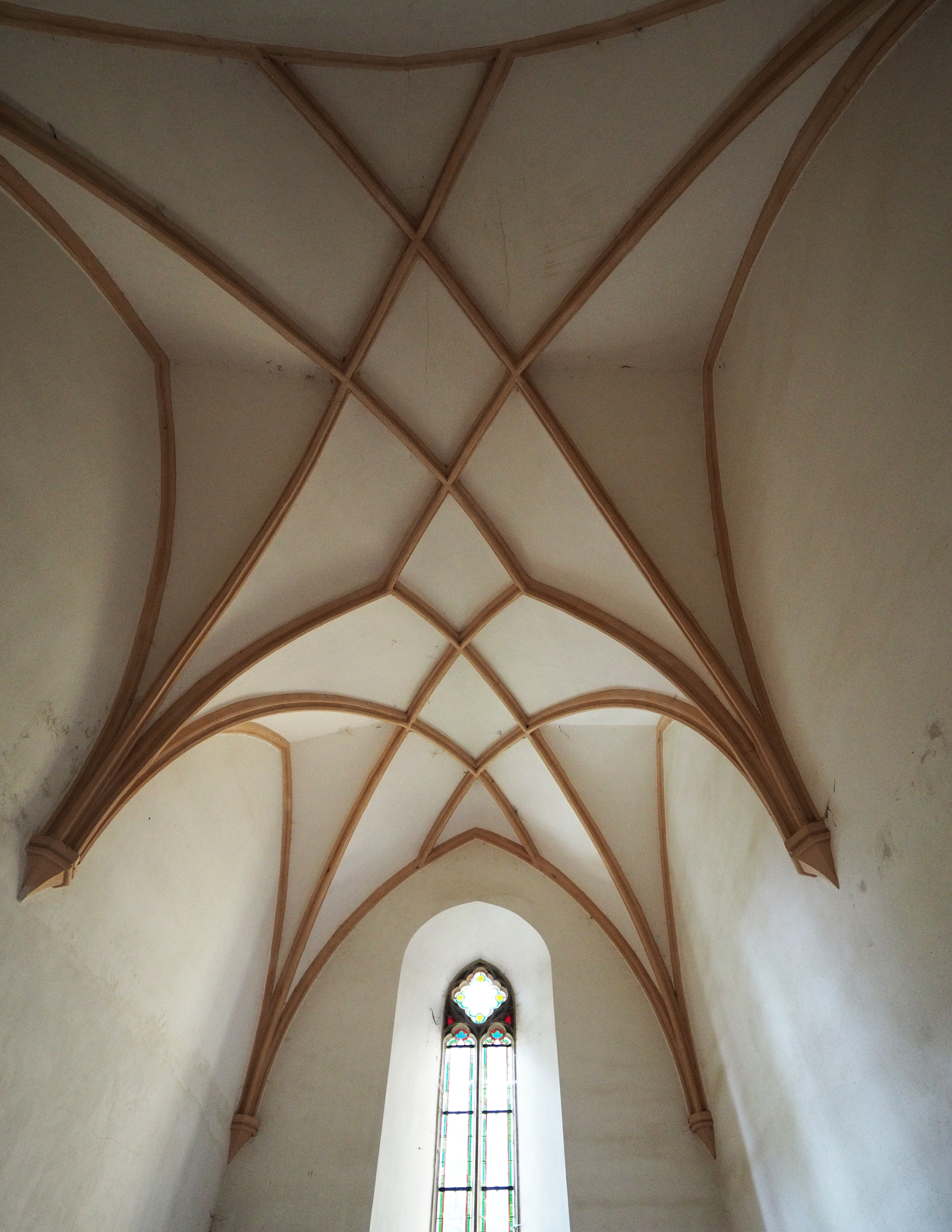
Klenba sakristie (foto 20210813)

Kolem roku 1400 byl kostel výrazně goticky přestavěn. Při této přestavbě byla velká část původního románského kostela zbourána. V presbyteriu se nachází architektonicky velmi cenná, gotická síťová klenba tzv. milevského typu s později domalovanými renesančními nápisy a erby. O významu tohoto architektonického článku svědčí i smlouva z roku 1407 o výstavbě klenby v kostele svatého Víta v Českém Krumlově podle milevského vzoru. Samotná loď je plochostropá s krovem dendrochronologicky datovaným do let 1445/1446, původně ovšem byla zamýšlena jako klenuté dvoulodí s řadou sloupů v ose lodi (jak je tomu např. v lodi kostela sv. Jiljí v Třeboni). V roce 1785 byla funkce farního kostela přenesena do chrámu Panny Marie a kostel postupně chátral. Z bezpečnostních důvodů byl uzavřen až do roku 1883, kdy se o jeho obnovu přičinil strahovský opat Zikmund Antonín Starý.
Z nejstarší fáze je dodnes zachována takzvaná zvonice, kamenná věž v západní části kostela. Věž má obdélníkový půdorys a je ze žulových kvádrů. V horní části jsou patrné dvě řady románských okének se sloupky.
V současnosti slouží kostel jako smuteční síň. K tomuto účelu byl v osmdesátých letech 20. století rozsáhle upraven. Při této příležitosti proběhl také archeologický výzkum Antonína Hejny.
Další archeologický průzkum a opravy interiéru kostela probíhají od roku 2018.
Vchod do chrámu je z jižní strany, vysokým, zaklenutým vstupem.
Vlastní kostel měří na délku přes 23 metrů, šíře je přes 11 metrů a výška je 15,5 metrů.
Okolo kostela se nachází hřbitov. Poslední rozšíření hřbitova bylo v roce 1899 a v tomto roce byl i vysvěcen.

### Objevená relikvie
Během průzkumu probíhajícího od roku 2018 byly v interiéru kostela nalezeny dosud neznámé duté prostory v síle severní zdi, které navazují na schodiště vedoucí původně na panskou tribunu kostela. Na konci horizontální tajné chodby o délce 6 m se nachází středověký trezor o rozměrech zhruba 2,5 × 2,2 × 1,25 m, který byl zanesen organickým odpadem. V trezoru bylo objeveno ústí další neprůchodné chodbičky po vyhnilém dřevěném trámu, na jejímž konci byly pomocí teleskopické kamery objeveny zbytky raně středověkého relikviáře. 
Ten obsahoval drobné křížky ze zlatého a stříbrného plechu a větší zlatou destičku s tepaným křížem a nápisem IR (Jesus Rex) a část železného hřebu se zlatým křížkem (21 karátů). Archeologové předpokládají, že se jedná o velmi starou a cennou relikvii, která se přímo vztahuje k Ukřižování Ježíše Krista. Šlo o jedinečný archeologický nález.
Část úlomků dřeva, které mohlo tvořit relikviář, pocházela z modřínu datovaného radiokarbonovou metodou mezi roky 1290–1394, část byla dubová a pocházela z let 338–416. Na dřevu byl objeven fragment kompaktní vrstvy modré barvy, ve které strukturální analýza pomocí Ramanovy mikrospektroskopie odhalila přítomnost vzácného přírodního ultramarínu.

### Program záchrany architektonického dědictví
V rámci Programu záchrany architektonického dědictví bylo v letech 1995-2014 na opravu kostela čerpáno 5 420 000 Kč.
| rok    | 2008  | 2009 | 2010 | 2011 | 2012 | 2013 | 2014 |
| ------ | ----- | ---- | ---- | ---- | ---- | ---- | ---- |
| částka | 2 000 | 600  | 700  | 900  | 420  | 400  | 400  |